# الجلبي (السدة)

تعديل مصدري - تعديل

الجلبي هي إحدى قرى عزلة المرخام بمديرية السدة التابعة لمحافظة إب، بلغ تعداد سكانها 251 نسمة حسب تعداد اليمن لعام 2004.